# Њиређхаза
Њиређхаза (мађ. Nyíregyháza) је седми по величини град у Мађарској. Њиређхаза је управно средиште жупаније Саболч-Сатмар-Берег.
Град има 116.874 становника према подацима из 2008. године.

## Порекло назива
Назив града води порекло од мађарских речи Nyír(у преводу бреза) и ház (у преводу кућа).

## Географија
Град Њиређхаза се налази у североисточном делу Мађарске. Од престонице Будимпеште град је удаљен 220 километара источно. Са Будимпештом је повезан добрим саобраћајним везама (магистрална пруга Будимпешта - граница са Украјином, савремени ауто-пут М3).
Град Њиређхаза се налази у североисточном делу Панонске низије и нема реку. Клима у граду је умерено континентална.

## Историја
По доласку Мађара у Панонију на месту данашњег града образовало се сеоско насеље. 1209. године први пут се помиње под данашњим именом Њиређхаза. Током касног средњег века овде је постојало мало насеље, које је у време турске управе над овим крајевима било расељено.
Крајем 17. века овај део Паноније се ослобађа турске власти и Њиређхаза се поново јавља као насеље. Град у 18. веку се брзо развија и постаје важно културно, привредно и управно средиште области и 1786. године званично постаје трговиште.
Током Револуције 1848-49. град Њиређхаза је имао значајну улогу, али није значајније страдао. После Револуције град се брзо подигао и већ 1858. године добио железничку везу са Будимпештом. Такође, у ово време подигнуте су многе нове грађевине, а град се и бројчано повећавао.
После Првог светског рата град Њиређхаза се прво нашао у власти румунске војске (1919. г.), а после враћања новооснованој мађарској републици град се нашао у забаченом делу земље, што успорава развој града. Нови прекид десио се крајем Другог светског рата када је Њиређхаза страдала. Током друге половине века град је доживео поново развој и раст становништва (са 55 хиљада после рата на 120 хиљада почетком 90-их година). Током протеклих година транзиције, због неповољног положаја на истоку земље град је доживео дубљу кризу него други градови у држави.

## Становништво
По процени из 2017. у граду је живело 117.689 становника.
| 1990.   | 2001.   | 2011.   | 2017.   |
| ------- | ------- | ------- | ------- |
| 114.152 | 118.795 | 119.746 | 117.689 |

Њиређхаза је седми град по величини у држави. Град последњих година поново расте захваљујући подстицању економије на све важнијој прометној вези Будимпешта - Украјина.
Становништво Њиређхазе махом чине Мађари. По вероисповести већина у граду су протестанти - калвинисти.

## Партнерски градови
- Исерлон
- Сату Маре
- Кајани
- Прешов
- Кирјат Моцкин
- Жешов
- Сент Олбанс
- Удине
- Баја Маре
- Бајон
- Ужгород
- Ивано-Франкивск
- Харбин

## Галерија
- Градска кућа Њиређхазе
- Главни градски трг
- Католичка катедрала
- Калвинистичка црква